# Наталі Толмадж
Наталі Толмадж (англ. Natalie Talmadge; 29 квітня 1896, Бруклін, Нью-Йорк, США — 19 червня 1969, Санта-Моніка, Каліфорнія, США) — американська акторка та сценаристка. Сестра кінозірок Голлівуду Норми і Констанс Толмадж.

## Життєпис

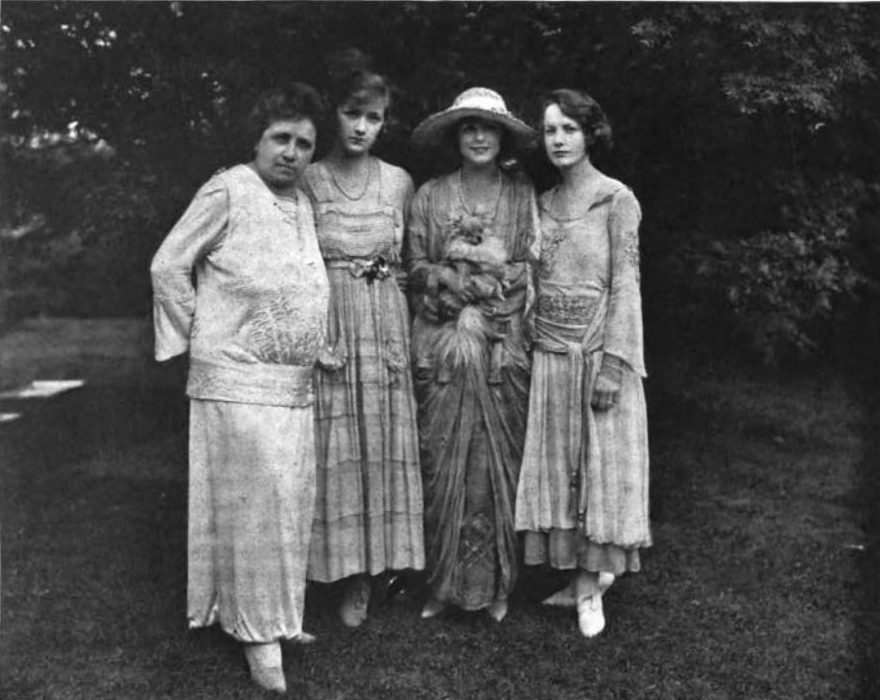
Сестри Толмадж із матірю, 1924

Народилася в Брукліні, Нью-Йорк, в сім'ї Маргарет Л. «Пег» і Фредеріка O. Толмаджа. Була сестрою кіноакторок Норми Толмадж і Констанс Толмадж.

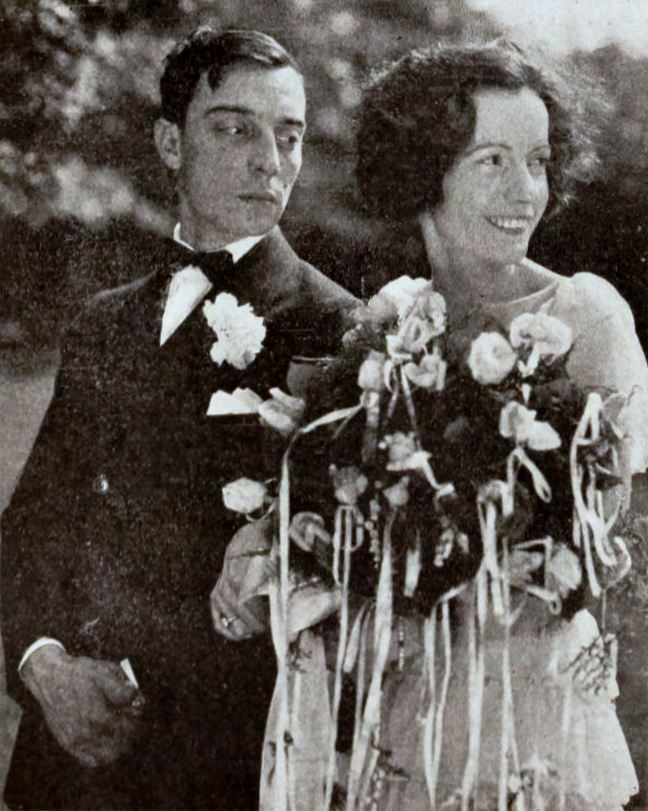
В день весілля

Толмадж запропонувала шлюб актору Бастеру Кітону у січні 1921 року в листі: «Я тепер одна з матір'ю. Якщо ви все ще любите мене, просто вирушайте до мене». 31 травня 1921 одружилася з ним. Толмадж була католичкою, але шлюб пройшов у вигляді цивільної церемонії.  
Народила двох синів, Джеймса (2 червня 1922 — 14 лютого 2007) і Роберта (3 лютого 1924 — 19 липня 2009). Після народження другого вирішила не мати більше дітей і почала спати в окремій спальні. Кітон у відповідь на це пригрозив їй, що якщо він не отримуватиме сексу вдома, то шукатиме його на стороні. У відповідь на це Толмадж найняла приватного детектива, щоб слідкував за чоловіком, який, ще будучи у шлюбі з нею, крутив складні романи з іншими акторками.  
На початку 1930-х Кітон поринув в алкоголізм. В 1932 році пара нарешті розлучилася. Наталі Толмадж юридично змінила прізвища синів на своє дошлюбне прізвище і відмовляла їм у будь-якому контакті з батьком. Сини налагодили контакт із ним лише досягши повноліття.
Після розлучення зустрічалася з актором Ларрі Кентом, прожила з ним деякий час у будинку, який купила для неї її сестра Констанс.
Наталі Толмадж мала слабке здоров'я протягом останніх років, які проживала в будинках для видужуючих в Санта-Моніці. Вона померла від серцевої недостатності 19 червня 1969 в лікарні Санта-Моніки.

## Творча діяльність
Найкращими роботами Наталі Толмадж є фільми Нетерпимість (Девід Гріффіт,1916) і Наша гостинність (Бастер Кітон, 1923).

## Фільмографія
- 1916: Нетерпимість / Intolerance
- 1917: Сільський герой / A Country Hero
- 1917: Його шлюбна ніч / His Wedding Night
- 1919: Острів завоювання / The Isle of Conquest —  Дженіс Гармон
- 1920: Любовний експерт / The Love Expert — Доркас Вінтроп
- 1920: Так чи ні / Yes or No — Емма Мартін
- 1921: Будинок з привидами / The Haunted House — жінка, що знепритомніла в банку
- 1921: Пристрасна квітка / Passion Flower —  Мілагрос
- 1923: Наша гостинність / Our Hospitality — дівчина.